# Sopa de batata
La sopa de batata es un postre chino presente el sur de China y Hong Kong.

## Gastronomía cantonesa

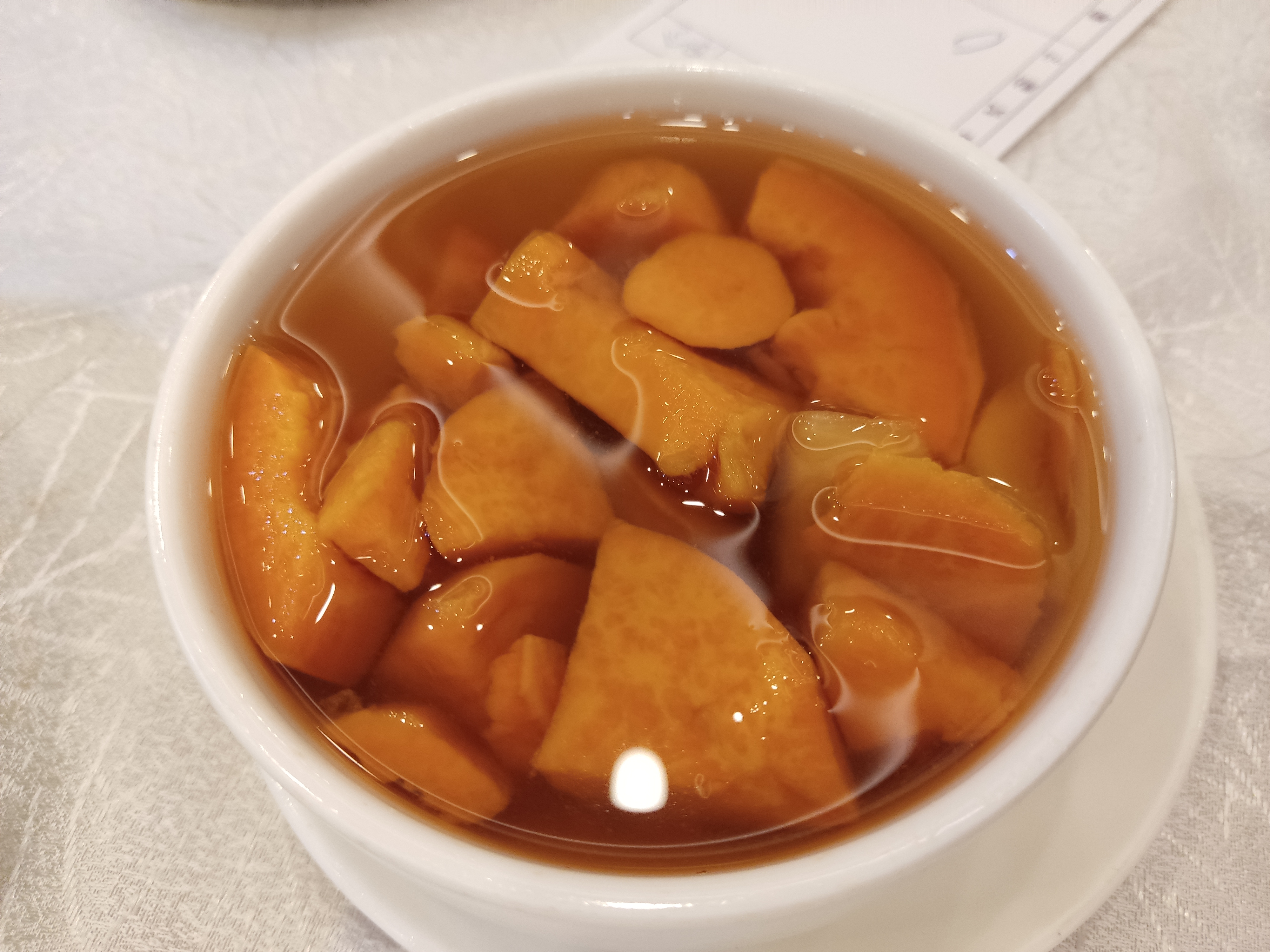
La sopa de batata es uno de los platos más comunes de la gastronomía cantonesa.

En la gastronomía cantonesa está categorizada como un tong sui o sopa dulce, de donde viene su nombre chino. La sopa suele ser clara, pero con un sabor fuerte. La receta es simple, consistiendo en hervir la batata durante mucho tiempo con azúcar piedra. La batata es una de las verduras más comunes y abundantes cultivadas en China. Gracias a su receta simple y a la buena disponibilidad, la sopa de batata es uno de los tong sui más accesibles y asequibles de la región.